# Ваља Ракулуј (Јаши)
Ваља Ракулуј (рум. Valea Racului) насеље је у Румунији у округу Јаши у општини Котнари. Oпштина се налази на надморској висини од 276 m.

## Становништво
Према подацима из 2002. године у насељу је живело 371 становника, од којих су сви румунске националности.